# Polypodiacea et Cyatheacea Herbarii Bungeani
Polypodiacea et Cyatheacea Herbarii Bungeani (abreviado Polyp. Herb. Bunge) es un libro ilustrado con descripciones botánicas que fue escrito por el paleontólogo, naturalista, y geólogo alemán del Imperio ruso Alexander von Keyserling y publicado en Leipzig en el año 1873.